# WarCry
WarCry (англ. боевой клич) — испанская рок-группа в жанре пауэр-метал, хэви-метал и хард-рока. Образована в 2001 г. в Астурии.

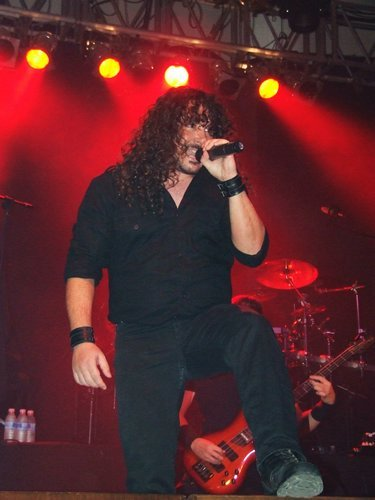
Виктор Гарсия, солист «WarCry»

## История
Основана Виктором Гарсия и Альберто Ардинесом, бывшими участниками группы Аваланч. В 2002 году к ним присоединились гитаристы Пабло Гарсия и Фернандо Мон, а также басист Альваро Хардон и пианист Мануэль Рамиль.
В 2003 году Хардон покидает группу, и на его место приходит Роберто Гарсия. Осенью 2007 года Ардинес и Мон уходят, и вместо них приходят Рафаэль Йугерос и Хосе Рубио. В 2008 году группу покидает Рамиль, а в феврале 2009 — Рубио.
В начале творческого пути, тексты WarCry были в основном на эпическую и фантастическую тему, на темы Средневековья и мифологии. Но в последнее время у группы стали появляться тексты на социальные и личные темы. Записав 6 студийных альбомов и один концертный, получили в Испании статус золотого.

## Дискография

### Студийные альбомы
- WarCry (2002)
- El Sello De Los Tiempos (2002)
- Alea Jacta Est (2004)
- ¿Dónde Está La Luz? (2005)
- La Quinta Esencia (2006)
- Directo a la Luz (live, 2006)
- Revolución (2008)

### Синглы
- Single (2004)
- Quiero oirte (2013)

### Демо
- Demon 97 (1997)

### Видеография
- Directo a la luz (2006)
- 34.450 km (2011)
- Omega (2012)